# Katholische Akademie Schwerte
Die Katholische Akademie Schwerte Bildungsstätte des Erzbistums Paderborn ist eine Einrichtung der katholischen Erwachsenenbildung im Erzbistum Paderborn. Sie steht im Verbund der vierundzwanzig deutschen katholischen Akademien und hat ihren Sitz in Schwerte. Träger ist der Diözesanrat der Katholiken im Erzbistum Paderborn.

## Geschichte
Gegründet wurde die Akademie 1967 von dem Paderborner Erzbischof Lorenz Kardinal Jaeger. Das 1970 eingeweihte Akademiegebäude «Kardinal-Jaeger-Haus» mit Tagungsräumen unterschiedlicher Größe (bis 200 Personen) und entsprechenden Schulungs-, Tagungs-, Übernachtungs- und Gastronomieinfrastrukturen wurde bewusst am südlichen Rand des Ruhrgebietes, nahe der Dortmunder Stadtgrenze, erbaut.
Der Gebäudekomplex mit seinem kompakten, vielgestaltigen und vielansichtigen Bau entwickelt sich auf einem unregelmäßig-polygonalen Grundriss und findet seine Mitte in einem Innenhof. Auffällig sind die zweigeschossige Halle und Kapelle. Architekt war Hans Haas (1931–1989) aus Aachen.

## Themenschwerpunkte und Arbeitsformen
Die Akademie hat den Anspruch, den Dialog von Kirche und Gesellschaft aktiv mitzugestalten. Sie ist eine nach dem Weiterbildungsgesetz NRW anerkannte Einrichtung der Erwachsenenbildung.
Das Programm hat folgende vier Fachbereiche:
- Theologie und Philosophie
- Kunst und Kultur
- Kirche und Gesellschaft
- Geschichte und Politik

Arbeitsformen sind Tagungen und Seminare, Studienkonferenzen, Workshops und Trainings, mehrtägige Ferienakademien in Deutschland und im Ausland. Die Angebote werden von verschiedenen Initiativen aus Kirche und Gesellschaft genutzt. Daneben kann die Akademie jedoch auch extern als Tagungshaus gebucht werden.
Neben den Einzelveranstaltungen gibt es längerfristig angelegte Projekte und Programmlinien. Dazu gehört das Format der Campus-Akademie, das die Akademie seit 2006 für Oberstufenschüler im Jahr vor dem Abitur veranstaltet. Auch für die Ehemaligen dieses Akademieformates gibt es in Zusammenarbeit mit dem Alumniverein Campus-Weggemeinschaft e.V. ein Veranstaltungs-, Fortbildungs- und Fahrtenprogramm, welches die Übernahme von gesellschaftlicher Verantwortung stärken soll.
Die Akademie gibt mehrere Schriftenreihen heraus.

## Förderverein und Communio-Preis
Die Gesellschaft zur Förderung der Katholischen Akademie Schwerte e.V. unterstützt die Arbeit der Akademie. Gemeinsam mit der Campus-Weggemeinschaft e.V. wird in zweijährlichem Turnus der «COMMUNIO-Preis für Dialog, Verständigung und Versöhnung» an Persönlichkeiten verliehen.
Bisherige Preisträger:
- 2014: Ruprecht Polenz
- 2016: Kurt Koch
- 2018: Philipp Rösler[7][8]
- 2020: Fazenda-da-Esperança-Bewegung[9] (aufgrund der Coronapandemie Preisverleihung 2021)
- 2022: Schwester M. Klara Lüers[10]